# Welsberg-Taisten
Welsberg-Taisten (wł. Monguelfo-Tesido) – miejscowość i gmina we Włoszech, w regionie Trydent-Górna Adyga, w prowincji Bolzano.
Liczba mieszkańców gminy wynosiła 2797 (dane z roku 2009). Język niemiecki jest językiem ojczystym dla 95,94%, włoski dla 3,81%, a ladyński dla 0,25% mieszkańców (2001).